# Il est né le divin enfant
Il est né le divin enfant („Geboren ist das göttliche Kind“) ist ein französisches Weihnachtslied, das die Geburt Jesu Christi, ihre Ankündigung durch die Propheten und ihre Bedeutung für die Christen zum Inhalt hat. Seine Melodie stammt aus dem alten französischen  Jagdlied „La tête bizarde“.

## Herkunft
Mit der Anfangszeile Il est né le divin Enfant wurde die Melodie erstmals in der zweiten Hälfte des 19. Jahrhunderts in einer Sammlung von lothringischen Weihnachtsliedern (Airs des Noëls lorrains) veröffentlicht, die der Organist der Kathedrale von Saint-Dié-des-Vosges Jean-Romary Grosjean (1815–1888) zusammengestellt hatte. Der achtstrophige Text erschien erstmals mit einer Klavierbegleitung in der Sammlung Noëls anciens (1875) des Solesmer Benediktinerpaters Georges Legeay (1842–1903). Die Strophen wurden später verändert und teilweise ausgetauscht.

## Bearbeitungen
Modernere Chorfassungen stammen von David Willcocks, John Rutter und Kurt Suttner. Gabriel Fauré schuf mehrere Arrangements, darunter für Sologesang und Orgel (1888), Chor und Orgel (1923) sowie für Kinderchor und Kammerorchester (1938).
Zu der Melodie schuf Diethard Zils einen deutschen Text „Heller Stern in der dunklen Nacht“. Eine weitere deutsche Textfassung trägt den Titel „Gottes Sohn ward ein Kindelein“.

## Text
(Refrain)

Il est né le divin enfant,

Jouez hautbois, résonnez musettes !

Il est né le divin enfant,

Chantons tous son avènement !

Depuis plus de quatre mille ans,

Nous le promettaient les prophètes

Depuis plus de quatre mille ans,

Nous attendions cet heureux temps.

Refrain

Ah ! Qu'il est beau, qu'il est charmant !

Ah ! que ses grâces sont parfaites !

Ah ! Qu'il est beau, qu'il est charmant !

Qu'il est doux ce divin enfant !

Refrain

Une étable est son logement

Un peu de paille est sa couchette,

Une étable est son logement

Pour un Dieu quel abaissement !

Refrain

Partez, grands rois de l'Orient !

Venez vous unir à nos fêtes

Partez, grands rois de l'Orient !

Venez adorer cet enfant !

Refrain

Il veut nos cœurs, il les attend :

Il est là pour faire leur conquête

Il veut nos cœurs, il les attend :

Donnons-les lui donc promptement !

Refrain

O Jésus ! O Roi tout-puissant

Tout petit enfant que vous êtes,

O Jésus ! O Roi tout-puissant,

Régnez sur nous entièrement !

Refrain

De la crèche au crucifiement

Dieu nous livre un profond mystère

De la crèche au crucifiement

Il nous aime inlassablement !

Refrain

Le Sauveur que le monde attend

Pour tout homme est la vraie lumière

Le Sauveur que le monde attend

Est clarté pour tous les vivants !

Refrain

Qu'il revienne à la fin des temps

Nous conduire à la joie du Père

Qu'il revienne à la fin des temps

Et qu'il règne éternellement !

Refrain
(Refrain)

Geboren ist das göttliche Kind,

spielt Oboen, lasst Dudelsäcke erschallen! *

Geboren ist das göttliche Kind:

Lasst uns alle seine Ankunft besingen!

Seit mehr als viertausend Jahren

versprachen es uns die Propheten.

Seit mehr als viertausend Jahren

erwarteten wir diese frohe Zeit.

Refrain

Ach, wie schön ist er, wie bezaubernd!

Ach, wie vollkommen ist seine Anmut!

Ach, wie schön ist er, wie bezaubernd!

Wie süß ist dieses göttliche Kind!

Refrain

Ein Stall ist seine Unterkunft,

ein wenig Stroh sein Lager.

Ein Stall ist seine Unterkunft –

für einen Gott welche Erniedrigung!

Refrain

Macht euch auf, große Könige aus dem Orient!

Kommt, an unseren Festlichkeiten teilzunehmen!

Macht euch auf, große Könige aus dem Orient!

Kommt, dieses Kind anzubeten!

Refrain

Er will unsere Herzen, er erwartet sie,

er ist da, um sie zu erobern;

er will unsere Herzen, er erwartet sie,

geben wir sie ihm also bereitwillig!

Refrain

O Jesus, o allmächtiger König,

der du ein ganz kleines Kind bist,

o Jesus, o allmächtiger König,

herrsche gänzlich über uns!

Refrain

Von der Krippe bis zur Kreuzigung

gibt Gott uns ein tiefes Geheimnis;

von der Krippe bis zur Kreuzigung

liebt er uns unermüdlich!

Refrain

Der Heiland, den die Welt erwartet,

ist für jeden Menschen das wahres Licht.

Der Heiland, den die Welt erwartet,

ist Helligkeit für alle Lebenden!

Refrain

Möge er wiederkommen am Ende der Zeiten,

um uns zur Freude des Vaters zu führen.

Möge er wiederkommen am Ende der Zeiten

und möge er ewig herrschen!

Refrain

## Melodie
Quelle